# Steinen, Schweiz
Steinen är en ort och kommun i distriktet Schwyz i kantonen Schwyz, Schweiz. Kommunen har 3 762 invånare (2023).